# 서울선곡초등학교
서울선곡초등학교는 대한민국 서울특별시 노원구 월계동에 있는 공립 초등학교이다.

## 학교 연혁
- 1974년 9월 1일 설립인가
- 1975년 3월 13일 서울선곡국민학교 개교(42학급)
- 1996년 3월 1일 현재 교명으로 변경
- 2004년 5월 1일 본관 서관 연결 복도 및 서관 승강기 설치
- 2009년 3월 18일  학교 도서관 '한울채' 개관
- 2012년 1월 31일 과학실, 컴퓨터실 현대화 사업
- 2012년 8월 20일 학교홈페이지 웹호스팅 방식으로 교체
- 2013년 3월 15일 운동장 놀이시설 개선
- 2013년 8월 16일 교육환경 개선사업 실내 도색
- 2014년 2월 9일 핸드볼 골대 설치
- 2014년 2월 26일 돌봄 겸용 교실 설치
- 2016년 2월 5일 제39회 졸업식(152명)
- 2016년 3월 3일 급식운반 도우미 배치로 안전급식 실시
- 2016년 8월 1일 본관과 서관 연결통로 창호 안전바 설치
- 2016년 9월 10일 어린이 놀이시설 개선(안전 경계석 교체 및 놀이시설 보수)
- 2017년 2월 15일 제40회 졸업식(남 73, 여 67 총 140명)
- 2017년 7월 31일 본관 · 서관 현관 연결 캐노피 설치
- 2018년 2월 13일 제41회 졸업식(남 72명, 여 79명, 총 149명)
- 2018년 8월 21일 본관 현관 및 복도 환경개선 공사 완료
- 2019년 1월 23일 음악실 방음 및 실과실 조성 공사 완료
- 2019년 2월 15일 제42회 졸업식(남 77명, 여 67명, 총 144명)
- 2025년 3월 13일 개교 50주년

## 참고 자료
- 서울선곡초등학교 - 한국교육학술정보원 학교알리미